# 熊山村
熊山村（くまやまむら）は、岡山県赤磐市の熊山町と岡山市東区瀬戸町（瀬戸地域）にあった村。吉井川以南の奥吉原、勢力、千躰、岡山市東区瀬戸町弓削に当たる。和気郡に属す。
和気郡に属していたが赤磐郡に編入。

## 歴史
- 1889年（明治22年）6月1日、町村制の施行により、和気郡弓削村、勢力村、千躰村、奥吉原村が合併して村制施行し、熊山村が発足[1][2]。旧村名を継承した弓削、勢力、千躰、奥吉原の4大字を編成[2]。
- 1953年（昭和28年）12月15日、村域を二分割し、大字勢力・千躰・奥吉原は赤磐郡豊田村・小野田村・可真村と合併し町制施行して赤磐郡熊山町を新設[1][2]。大字弓削は赤磐郡万富町に編入して熊山村は廃止された[1][2]。合併編入後、熊山町大字勢力・千躰・奥吉原、万富町大字弓削となる[2]。

## 交通
駅
熊山駅
県道
佐伯長船線
和気熊山線
高速道
山陽自動車道（インターはない）

## 学校
- 岡山白陵中学校・高等学校

## 観光
- 熊山遺跡